# سنت واحد (عملة نيوزيلندا)
كانت عملة نيوزيلندا من فئة سنت واحد (سُكّت في الفترة من 1967 إلى 1987 وأُلغيت طباعتها في عام 1990) أصغر عملة فئة من الدولار النيوزيلندي منذ تقديم العملة في عام 1967 حتى إلغائها إلى جانب عملة السنتين في 30 أبريل 1990 بقطر 17.53 ملم فهي أصغر عملة معدنية صدرت على الإطلاق من الدولار كما أنها الأخف وزناً بكتلة 2.07 جرام. وكان الوجه الخلفي للعملة يحمل صورة ورقة سرخس وهي علامة نيوزيلندا. صمم الصورة ريجينالد جورج جيمس بيري الذي صمم الوجه الخلفي لجميع العملات المعدنية التي طرحت في ذلك العام.

## التاريخ
قدمت عملات الدولار النيوزيلندي في 10 يوليو 1967 لتحل محل الجنيه النيوزيلندي ما قبل العشري. وكان الدولار مرتبطا بسعر اثنين جنيه الإسترليني أي 200 سنت للجنيه الإسترليني. وكانت عملة نيوزيلندا ذات البنس الواحد تساوي 1/240 من الجنيه. كما كان الوجه الأصلي للعملة هو صورة الملكة إليزابيث الثانية التي رسمها أرنولد ماشين واستُخدمت حتى عام 1985.
في عام 1986 قاموا بتغيير اللوحة إلى النسخة التي رسمها رافائيل ماكلوف والتي أدخلت على عملات الجنيه الإسترليني في عام 1985. أما في عام 1988 فقد أصبحت العملات البرونزية من فئة سنت واحد وسنتين باهظة الثمن للغاية بحيث لا يمكن إنتاجها حيث أدى التضخم إلى انخفاض قيمة الدولار وتوقف سكها. وظلت هذه العملات قانونية حتى 30 أبريل 1990.

## أرقام سك العملة
وفقًا لبنك الاحتياطي النيوزيلندي لم تصدر عملات معدنية بقيمة سنت واحد في عام 1968 أو 1969 بسبب الكمية الكبيرة التي أصدرت عند تقديمها في عام 1967 أو في عام 1977. أما في السنوات التي لم تكن فيها عمليات سك العملة منتظمة فكانت تصدر العملات المعدنية في مجموعات سك من العملات المعدنية.
- 1967 : 120,000,000
- 1970 : 10,100,000
- 1971 : 10,000,000
- 1972 : 10,000,000
- 1973 : 15,000,000
- 1974 : 35,000,000
- 1975 : 60,000,000
- 1976 : 20,000,000
- 1978 : 15,000,000
- 1979 : 35,000,000
- 1980 : 40,000,000
- 1981 : 10,000,000
- 1982 : 10,000,000
- 1983 : 40,000,000
- 1984 : 30,000,000
- 1985 : 40,000,000
- 1986 : 25,000,000
- 1987 : 27,500,000
- إجمالي الإصدار: 552,600,000
- القيمة الإجمالية: 5,526,000.00 دولار

عند عد العملات المعدنية والإصدارات النقدية في مجموعات دار السك سك ما مجموعه 553,466,065 (553 مليون) عملة معدنية من هذه الفئة خلال فترة وجودها.